# Eleftheroúpolis
Eleftheroúpolis (Eleftheroupoli) är en kommunhuvudort i Grekland.   Den ligger i prefekturen Nomós Kaválas och regionen Östra Makedonien och Thrakien, i den nordöstra delen av landet, 300 km norr om huvudstaden Aten. Eleftheroúpolis ligger 88 meter över havet och antalet invånare är 4 360.
Terrängen runt Eleftheroúpolis är varierad.  Närmaste större samhälle är Kavála, 13,4 km öster om Eleftheroúpolis. 